# Bundesverkehrswegeplan 2003
Der Bundesverkehrswegeplan 2003 (BVWP 2003) ist der Vorgänger des derzeit gültigen Bundesverkehrswegeplans 2030 in Deutschland. Für den Zeitraum 2001 bis 2015 umfasst er für die drei Verkehrsträger Schiene, Straße und Wasserstraße ein Finanzvolumen in der Größenordnung von 150 Milliarden Euro. Sein Vorläufer war der Bundesverkehrswegeplan 1992; der nachfolgende Bundesverkehrswegeplan 2030 soll bis 2030 Gültigkeit besitzen.

## Geschichte
Das Bundeskabinett hat am 2. Juli 2003 den Bundesverkehrswegeplan 2003 beschlossen, dessen Projektlisten die Grundlage waren für
- das Erste Gesetz zur Änderung des Bundesschienenwegeausbaugesetzes (in Kraft getreten am 22. September 2004) und
- das Fünfte Gesetz zur Änderung des Fernstraßenausbaugesetzes (in Kraft getreten am 16. Oktober 2004)

mit den jeweils als Anlage enthaltenen Bedarfsplänen für die Schienenwege des Bundes bzw. für die Bundesfernstraßen.
Der Planung des BVWP 2003 für den Schienenverkehr lagen Bundesmittel in Höhe von 4,2 Milliarden Euro pro Jahr zu Grunde. Nach der im Frühjahr 2004 durch die Bundesregierung verabschiedeten Haushaltslinien wurden die Investitionsmittel auf 3,5 Milliarden Euro zurückgefahren. Nach dieser Planung waren auch für die Folgejahre je rund 800 Millionen Euro weniger Investitionsmitte als veranschlagt vorgesehen. Neben Instandhaltungsaufwendungen von 2,5 Milliarden Euro pro Jahr verblieben damit rund eine Milliarde Euro Investitionsmittel jährlich.
Über den Fortschritt der in den beiden Gesetzen beschriebenen Schienen- und Straßenprojekte berichtet das Bundesministerium für Verkehr, Bau und Stadtentwicklung jährlich dem Deutschen Bundestag im Verkehrsinvestitionsbericht.
Die Bedarfspläne für die Bundesschienenwege und für die Bundesfernstraßen wurden dem gesetzlichen Auftrag entsprechend fünf Jahre nach ihrem Inkrafttreten im Jahr 2004 überprüft; die Ergebnisse wurden am 11. November 2010 veröffentlicht.

## Methodik
Der Kosten-Nutzen-Analyse des Bundesverkehrswegeplans 2003 lagen folgende Bewertungskomponenten zu Grunde: Beförderungskosten, Erhaltung der Verkehrswege, Verkehrssicherheit, Erreichbarkeit, räumliche Wirkungen, Umwelteffekte, induzierter Verkehr, Anbindung von See- und Flughäfen sowie Investitionskosten.
Gegenüber dem Bundesverkehrswegeplan 1992 wurde die Bedeutung der Komponenten Umwelt, Raumordnung und Städtebau erhöht und erstmals auch Interdependenzwirkungen der erwogenen Projekte mit einbezogen. Auch die nicht monetären Bewertungsverfahren wurden erweitert: Eine Umweltrisikoeinschätzung (URE), die nicht in der Kosten-Nutzen-Analyse abgebildete Faktoren qualitativ berücksichtigt, wurde erstmals für fast alle erwogenen Projekte durchgeführt.
Darüber hinaus wurde das Instrument der Raumwirksamkeitanalyse (RWA) neu eingeführt. Sie berücksichtigt unter anderem, inwieweit ein Projekt die räumliche Erschließung verbessert und zur Verbindung zentraler Orte beiträgt. Die Ergebnisse von URE und RWA wurden jeweils auf einer Skala von 1 bis 5 jedem Projekt zugeordnet und mit den Ergebnissen der Nutzen-Kosten-Analyse verknüpft.

## Finanzierung
Der letzte für den BVWP 2003 verabschiedete Investitionsrahmenplan war für den Zeitraum 2011 bis 2015 gültig und hatte ein Finanzvolumen von 50 Mrd. Euro. Das Projektvolumen für Aus- und Neubaumaßnahmen betrug 41,5 Mrd. Euro. Der vorherige auf den Investitionsrahmenplan war für den Zeitraum von 2006 bis 2010.
Für die Umsetzung der Schienenverkehrsprojekte schloss der Bund bereits 1999 eine Rahmenvereinbarung mit der Deutschen Bahn, in der Zuschüsse und deren Kontrolle geregelt sind. Diese wurde 2017 durch die Bedarfsplanumsetzungsvereinbarung ersetzt.

## Kritik
Am 13. Oktober 2011 wurde beim Petitionsausschuss des Deutschen Bundestages eine von bundesweit über 50 Organisationen und Bürgerinitiativen unterstützte öffentliche Massenpetition eingereicht mit der Forderung, alle Straßenprojekte des Bundes kritisch und ergebnisoffen auf ihre Notwendigkeit zu überprüfen. Die Petition befand sich ab 20. Dezember 2011 in der parlamentarischen Prüfung und wurde am 28. Juni 2012 abgeschlossen, „weil dem Anliegen nicht entsprochen werden konnte“. In der Begründung wurde darauf verwiesen, das Teile der Forderungen bereits mit den aktuellen Planungen übereinstimmten, dass eine Erhöhung der Schienengüterverkehrsleistung um 45 % nur eine Verringerung der Straßengüterverkehrs um 10 % bewirken würde, dass der Bundesfernstraßenausbau ohnehin kürzlich im Bundestag debattiert wurde und dass für die Erarbeitung des BVWP 2030 eine neue Grundkonzeption erstellt werde.